# 2026 dans les chemins de fer
 (août 2021).
Si vous disposez d'ouvrages ou d'articles de référence ou si vous connaissez des sites web de qualité traitant du thème abordé ici, merci de compléter l'article en donnant les références utiles à sa vérifiabilité et en les liant à la section « Notes et références ».
 (2026).
| Années des chemins de fer : 2023 - 2024 - 2025 - 2026 - 2027 - 2028 - 2029    |
| Décennies des chemins de fer : 1990 - 2000 - 2010 - 2020 - 2030 - 2040 - 2050 |

Cet article répertorie les événements liés au transport ferroviaire qui sont prévus de se produire en 2026. Veuillez noter que les dates réelles auxquelles ces événements se produiront peuvent différer considérablement de ce qui est indiqué ici.

## Brésil
- En septembre, ouverture de la ligne 6 du métro de São Paulo[1]

## France
Métro parisien
- Mise en service de ligne 15 Sud du métro de Paris
- Mise en service des MF 19 sur la ligne 3bis du Métro de Paris et réforme des derniers MF 67.
- Mise en service de la ligne 16 du métro de Paris entre Saint-Denis-Pleyel et Clichy Montfermeil
- Mise en service des MF 19 sur la ligne 7bis du Métro de Paris et réforme des derniers MF 88.
- Mise en service des MF 19 sur la ligne 13 du Métro de Paris et réforme des MF 77 et automatisation de la ligne.
- Mise en service des MF 19 sur la ligne 3 du Métro de Paris et réforme de quelques MF 67.
- Mise en service des MF 19 sur la ligne 7 du Métro de Paris et réforme de quelques MF 77.
- Mise en service des MF 19 sur la ligne 8 du Métro de Paris et réforme de quelques MF 77.
- Mise en service des MF 19 sur la ligne 12 du Métro de Paris et réforme de quelques MF 67.
- Mise en service de la ligne 17 du métro de Paris entre Saint-Denis-Pleyel et Le Bourget aéroport
- Fin 2026 : mise en service de la ligne 18 du métro de Paris entre Massy-Palaiseau et CEA-Saint-Aubin.

Transports de Brest
- Mise en service de la ligne B du tramway

## Thaïlande
En février, ouverture prévue de la phase 2 de l'extension occidentale de la ligne Orange du Mass Rapid Transit Authority of Thailand (en) dans la métropole de Bangkok